# Muhammad al-Badr
Muhammad al-Badr, född 25 februari 1926, död 6 augusti 1996, var imam och kung i Kungariket Jemen från den 18 september 1962, då han efterträdde sin far Ahmad bin Yahya. Den 26 september 1962 störtades kungamakten vid en militärkupp ledd av brigadgeneral Abdullah as-Sallal som understöddes politiskt och ekonomiskt av Egypten. Sallal utropade sig till president och landet omvandlades till republik, Arabrepubliken Jemen.